# 極楽夫婦
『極楽夫婦』（ごくらくふうふ）はNHK「銀河ドラマ」で1969年6月9日から6月20日まで放送された連続テレビドラマである。白黒作品。全10回。NHK大阪制作。

## 概要
「銀河ドラマ」第5作。田辺聖子、富士正晴による二編の作品を併せて構成した茂木草介の書き下ろし。大阪を舞台に明治大正昭和と寄席お囃子の第一人者として上方の芸界を支えながら、お人好しで浮気者の夫をひたすら愛し、波乱の人生を歩んだ女性を描く一代記ドラマ。ヒロインみねは1962年に寄席囃子として初めて記録作成等の措置を講ずべき無形文化財に選択された林家とみ、夫の楽丸は2代目林家染丸をモデルにしている。孫の修一を演じた宮土尚治は6月20日放送の本作最終話まで本名で活動、22日スタートのTBS『柔道一直線』では主演に抜擢され、桜木健一と改名した。

## 物語
明治45年、難波に住んでいた噺家の楽丸と高津に間借りしていたみねは通称難波の大火で焼け出され、避難した救護所で知り合って互いに好意を抱く。生活が落ち着くと長女のたつ子が嫁に行って女手のなくなった楽丸の家にみねが手伝いに通い始めた。やがて楽丸が求婚して夫婦となった二人だが、途端に楽丸の浮気の虫が騒ぎ出し、みねの気苦労は絶えない。貧乏をものともせず、弟子たちの面倒を見ながら懸命に家を支えるみねに、楽丸の浮気相手、19歳の芸者力弥が妊娠したという報せがもたらされた。

## キャスト
- みね ………………… 南田洋子
- 楽丸 ………………… 金田龍之介
- 力弥 ………………… 武原英子
- 灸屋 ………………… 北林谷栄
- 伯母 ………………… 萬代峰子
- ハル ………………… 長谷川澄子
- 春団治 ……………… 早崎文司
- 楽二 ………………… 笈田勝弘
- 楽三 ………………… 花紀京
- 楽八 ………………… 芦屋雁平
- 音吉 ………………… 高峰圭二
- 修一 ………………… 宮土尚治
- たつ子 ……………… 山田美也子
- 記者 ………………… 中井啓輔
- 茶屋の女将 ………… 阿井美千子
- きょう子……………… 宮永佳代子
- はまぐり……………… 曾我廼家一二三
- 為やん ……………… 松岡与志雄
- 祖父 ………………… 伊東亮英
- マサ ………………… 由利京子
- 3代目林家染三
- 森秀人
- 堀内一市
- 山本弘
- 大川淳
- 伊村賢一郎
- 宮前ゆかり
- ナレーター …………… 森繁久彌

## スタッフ
- 原作：田辺聖子 「出ばやし一代」、富士正晴 「紅梅亭界隈」
- 脚本：茂木草介
- 音楽：奥村貢
- 演出：椿恭造、北村充史
- 制作：境正顕

## 参考資料
- 「テレビジョンドラマ」（放送映画出版）